# Волинська вулиця (Київ)
Воли́нська вулиця — вулиця в Солом'янському районі міста Києва, місцевості Пост-Волинський, Чоколівка. Пролягає від Чоколівського бульвару до проспекту Повітряних Сил.
Прилучаються вулиці Авіаконструктора Антонова, Сергія Берегового, Очаківська, Донецька, Святославська, Новгород-Сіверська, Сім'ї Ідзиковських, Васильченка, Академіка Возіанова, Максима Березовського, Смілянська, Фастівська, Вінницька, Новокодацька і Аеродромна.

## Історія
Вулиця виникла у 1-й половині XX століття (наявна у списках вулиць Чоколівки з 1933 року на відрізку від теперішньої Донецької вулиці в бік аеропорту «Київ»), імовірно, під такою ж назвою. У 1950-ті роки, під час будівництва Першотравневого житлового масиву, була продовжена в бік теперішнього Чоколівського бульвару під назвою Нова вулиця, яку 1955 року перейменовано на Новоград-Волинську (на честь міста Новоград-Волинський). Обидві вулиці об'єднано під сучасною назвою у 1962 році. 
Протягом 1970-х — 1980-х років стару частину вулиці значно розширено і майже повністю перебудовано (із ліквідацією ряду старих прилеглих вулиць — Запорізької, Іванівської, Котляревського, Багратіона, Шекспірівської, Перекопської та ін.).

## Установи
- 9-А Київська державна нотаріальна контора (буд. № 6)
- Центральна клініка ветеринарної медицини (буд. № 12)
- Дитяча клінічна лікарня № 3 Солом'янського району (буд. № 21)
- Київська картонажно-фасувальна фабрика (буд. № 40)